# Plantago lagopus
Espèce
Plantago lagopus, le plantain queue de lièvre ou plantain pied de lièvre, est une plante herbacée méditerranéenne de la famille des Plantaginacées.

## Liste des sous-espèces
Selon Catalogue of Life (17 octobre 2015) :
- sous-espèce Plantago lagopus subsp. lagopus
- sous-espèce Plantago lagopus subsp. ptolemaidis

## Description
La floraison a lieu d'avril à juin sur le littoral méditerranéen.